# Diocèse de Derby
Le diocèse de Derby est un diocèse anglican de la province de Cantorbéry. Il s'étend sur le Derbyshire. Son siège est la cathédrale de Derby.

## Archidiaconés
Le diocèse se divise en deux archidiaconés :
- L'archidiaconé de Chesterfield
- L'archidiaconé de Derby